# La Natividad (Christus)
La Natividad es un óleo sobre tabla pintado por Petrus Christus. Fecha aproximadamente del año 1450 y tiene unas medidas de 127,6 cm de alto y 94,9 cm de ancho. Se conserva en la Galería Nacional de Arte, Washington D. C.
Se trata de una tabla en la que se representa la escena del portal de Belén, con el Niño Jesús tendido en el suelo sobre la túnica de la Virgen María. A la derecha se encuentra san José, que se ha descalzado en señal de humildad. Están acompañados por cuatro ángeles, uno de ellos vestido con ricos brocados. Al fondo se ve un paisaje de colinas ondulándose hacia el horizonte, con la representación de una ciudad en la que destaca la iglesia y su enorme cúpula; se trata de una representación de Jerusalén. Enmarca toda la escena un arco de medio punto con tracerías góticas en el que se ven escenas del Antiguo Testamento como Adán y Eva al lado de otras del Nuevo Testamento que reflejan escenas de la Pasión de Cristo. Así se unen el pecado original y la redención a través del sacrificio de Cristo en la cruz.